# گزلان
گزلان، روستایی از توابع بخش مرکزی شهرستان میاندوآب در استان آذربایجان غربی ایران است.
این روستا در دوره فتحعلی شاه قاجار توسط یکی از مالکین منطقه به نام محمود بیگ مکری باریکان بنیاد نهاده شد. و نام اولیه آن ده محمود‌بیگ بود اما در اواخر قاجار نام ده محمود‌بیگ به گزلان متغییر شد.

## جمعیت
این روستا در دهستان مکریان شمالی قرار دارد و براساس سرشماری مرکز آمار ایران در سال ۱۳۸۵، جمعیت آن ۶۸۸ نفر (۱۵۴ خانوار) بوده‌است.